# Hășdat, Hunedoara
Hășdat este un sat ce aparține municipiului Hunedoara din județul Hunedoara, Transilvania, România.

## Imagini

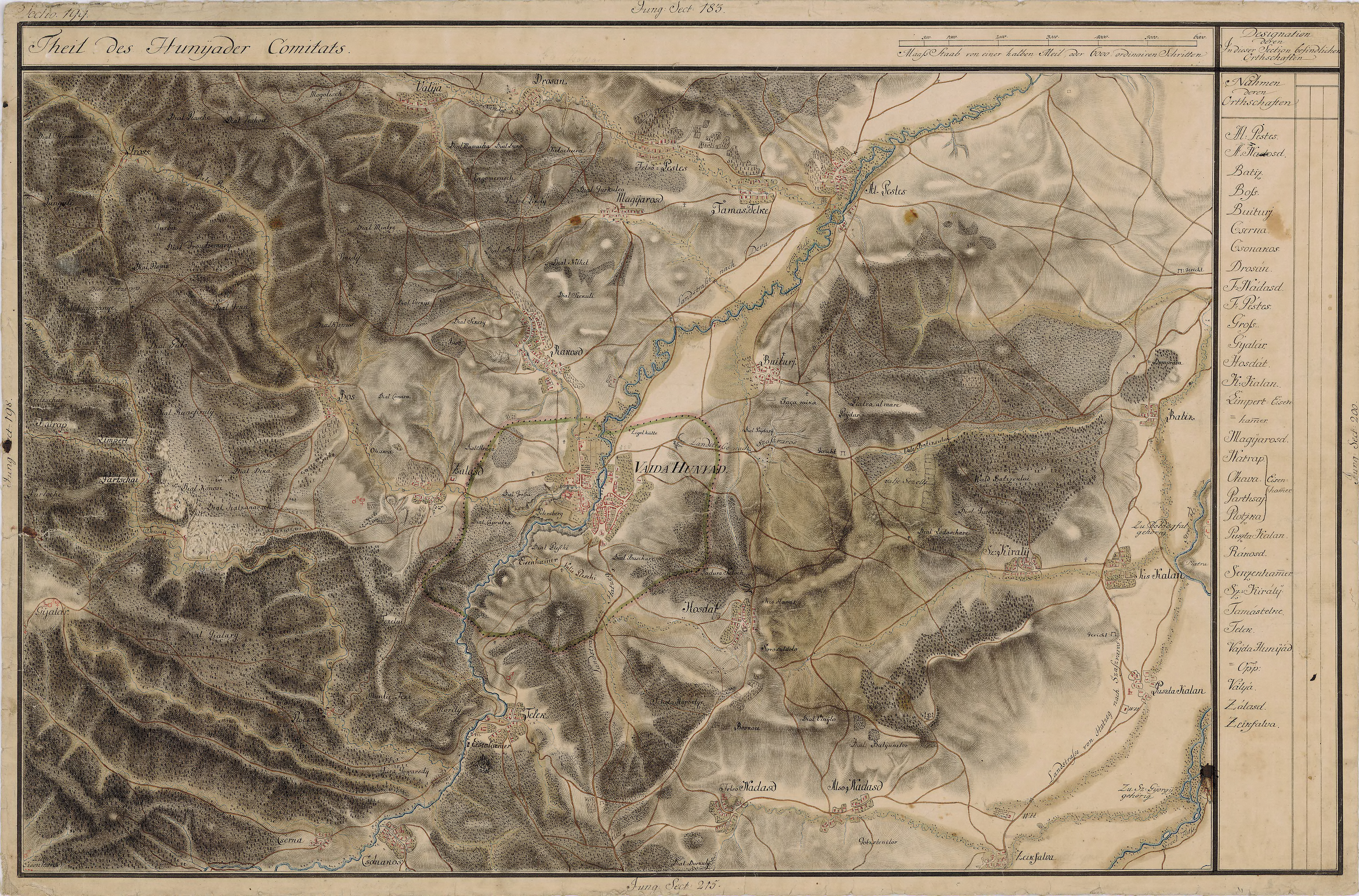
Hășdat în Harta Iosefină a Transilvaniei, 1769-1773